# ドルジェル伯の舞踏会
『ドルジェル伯の舞踏会』（ドルジェルはくのぶとうかい、Le Bal du comte d'Orgel）は、フランスの作家レイモン・ラディゲ（Raymond Radiguet）の長編小説。頽廃的な社交界を舞台に、貞淑な人妻の伯爵夫人が夫への貞潔と、青年への情熱との板ばさみに苦悩する三角関係の恋愛心理の物語。フランス伝統の心理小説に連なる傑作とされている。処女作『肉体の悪魔』に続く2作目の小説で、20歳で夭折したラディゲの遺作である。
ある日知り合った青年へ恋心を抱き、その燃え上がる情熱を自制しようと苦悩する貞淑な夫人の感情の動きと、仮装の社交界で孤独を感じる青年の一途な慕情との絡み合いを中心に、人工的感情の仮面をつけた様々な人物がそれと意識せずに弄する心の軌跡を、盤上のチェス駒を動かすかのような端麗なる筆致と硬質な文体で細密画のように美しく描いている。「心理がロマネスクであるところの小説」、「もっとも純潔でない小説と同じくらいにみだらな貞潔な恋愛小説」を企図した作品で、簡素な三角関係の筋立てながらも格調高く、夫人の秘めやかで熾烈な恋を通じて、結末で古典劇のヒロインのような壮大な姿に化身する小説的美学が示されている。

## 発表経過
ラディゲは『ドルジェル伯の舞踏会』を18歳から20歳（1921年から1923年9月末）にかけて書き上げたが、その後1923年11月末頃に突如、体調を崩して腸チフスと診断され、パリのピッシニ街の病院に入院し、病床で校正刷をチェックしながら治療に専念していた。しかし快方には向かわずに、そのまま12月12日に20歳の短い生涯を閉じた。『ドルジェル伯の舞踏会』はラディゲの遺作となり、死後の1924年7月にBernard Grassetより書き下ろし出版された。翻訳版は現在まで世界各国で行われている。
ラディゲの死後に出版された『ドルジェル伯の舞踏会』について、第三者（ジャン・コクトー、ジョゼフ・ケッセルなど）がテキストに手を加えたらしいとの噂が当時からささやかれていた。ケッセルは「純粋に物理的、文法的な訂正」にとどまる校正は行ったと認めていたが、その後の研究で1924年1月、ラディゲが生前最後に残した校正刷りに基づき出版社が20部だけ印刷した部数限定版と、7月に刊行された初版との間に700個所以上の異同が確認された。渋谷豊によると、うち600個所以上は「純粋に物理的、文法的な訂正」の域を超えて文章を簡潔にしたり一部がカットされるなどしており、文意が取れなくなってしまった個所もあるなど「書き直しもしくは改竄だった」としている。ただ、同時に執筆中のラディゲに対してコクトーが助言を惜しまず、タイプ原稿にコメントや修正案を書き込んだり、題名を『ドルジェル伯の舞踏会』とするよう提案するなど、同作がラディゲとコクトーの共作といえる部分があったことも述べている。現在、フランスで出版されている『ドルジェル伯の舞踏会』の普及版はコクトーらの手が加わった初版に基づいており、部数限定版によるテキストは2003年刊の批評校訂版で初めて採用された。

## 作品概要
『ドルジェル伯の舞踏会』は、17世紀末にラファイエット夫人の書いた『クレーヴの奥方』に影響を受けており、文学史の上でも、ラクロの『危険な関係』（1782年)、コンスタンの『アドルフ』（1816年）などと共に，『クレーヴの奥方』以来の伝統的なフランスの恋愛心理小説（roman psychologique , roman d' analyse）の系譜に連なる作品として位置づけられ、古典派的作品とされている。
レイモン・ラディゲは自作について次のようなノートを一片残している。

## 作品背景

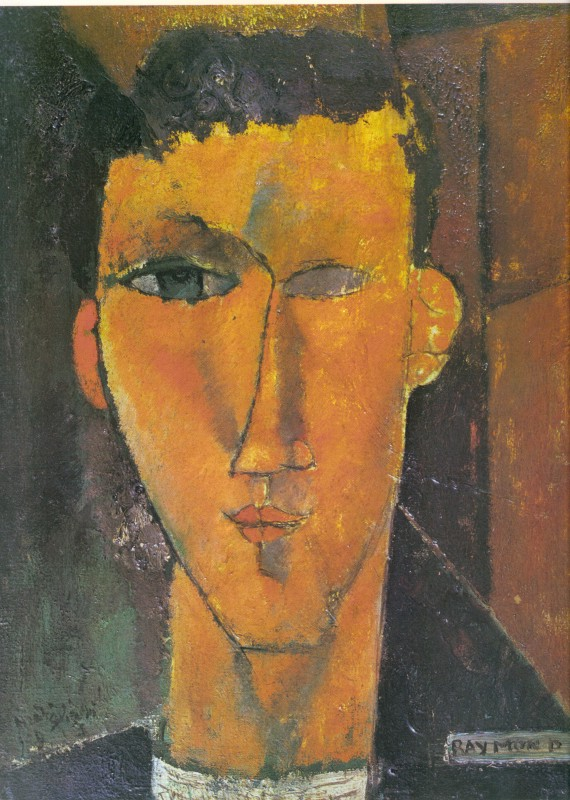
モディリアーニによるレイモン・ラディゲの肖像画

『ドルジェル伯の舞踏会』は第一次世界大戦後に書かれた作品だが、大戦前後のフランス文学には、美術における「キュビスム」の理念を文学にも適用し、機知と理性による抽象的存在把握を表現の根本に置く傾向が顕在化しており、その代表格がジャン・コクトーであった。大戦が終わりつつあった1918年、ラディゲは15歳の時にマックス・ジャコブを介して29歳のコクトーと出会い、その才能を見出されて小説を創作するようになった。また、この時代は、大戦後の社会的混乱が青年たちを「ダダイスム」「シュールレアリスム」、無秩序や奇異的なものへと駆り立てた時代であったが、こういった時代の作品的証明は、不在証明が唯一のものとなり、反時代的な「古典的態度」に身を持した作家として、ラディゲ、ヴァレリイ、プルースト、ジイドなどがいた。
ラディゲが17歳の時の処女作『肉体の悪魔』（1923年）は大きな評判を呼び、ベストセラー小説となったものの、それがあたかもラディゲ自身の体験記であるかのように出版宣伝され、それに不満であったラディゲは、次作『ドルジェル伯の舞踏会』で一人称の話法を捨て、登場人物たちの織り成す心理と心理の火花の散らし合いを、もう一段高い位置から硬質な文体で刻み付ける「語りの古典主義」ともいうべき作品を創り上げ、「1920年代の古典」と称された。この作品を書き上げるため、ラディゲは生活習慣さえ変え、飲酒を止めて牛乳を飲み、従来のだらしない生活を断ち切り、よく眠り、原稿を整理し、ただひたすらに仕事に没頭したとされている。

## 心理描写・文体の特徴
シュールレアリスムに影響を与えたアルチュール・ランボーの作品に散見される「言葉の上に重なる言葉」、「思いがけない微妙な交感」は、新心理小説（意識の流れ）を代表するジョイスのユリシーズにも見られ、それは「哲学的な、無解決な、無意識を無意識といふ名にのみ止めておく」という描写であるが、ラディゲの心理描写の場合は、ジョイスやプルーストような「内心独白」ではなく、人に「アンニュイ感」を与えない。また、外界や人物の外見の具体的な描写もほとんどなく、ヒロインの容貌さえ定かではないところが特徴で、その心理は、「〈ロマネスク〉であると同時に、正確無比の論理」で「数学的で白金質（プラチナ）」であり、ジョイスが無意識そのものを描いた「無意識」を、ラディゲはあたかも意識（自意識そのもの）のように論理的に解剖していると三島由紀夫は説明している。
また、ラディゲはフランス文学伝統的な古典主義傾向やモラリスト的心理小説の傾向を持つが、ポール・モランが「無秩序」に屈伏し、ジョイスが「異常」さを追っているのに反し、ラディゲは異常さよりも「平凡」を追い、ダダイスムによって生まれたあらゆる奇異の中で、ラディゲは「平凡の名の下の非凡」、「平凡たらんとする努力」をし、「ごく普通な感情の特異さ」、「無秩序」に対し「秩序と平静」を描くことを目指していると堀辰雄や三島は指摘し、そこでは、恋愛の発生に常態の「自然な感情」、平凡さを美しく正確に描かれ、この「源泉的な感情」が恋愛の発展に伴奏しているばかりでなく、小説の描く「心理の二重性」「錯誤の喜劇」を解くポイントともなっていると生島遼一も説明している。
このような心理描写を特徴とするラディゲの文体は、抽象的で、まるで「医師のカルテのような冷静な」心理分析がなされ、「ひとことでも読み落としたらたちまち理解不能になりそうな、ぎりぎりの限界のところ」に成り立つ凝縮されたものであり、翻訳者は必要最低限度の言葉を補っている。その「白熱電球のフィラメントが細い一筋の短い糸でありながら強烈な光を放つさま」を思わせる簡潔で冷静な文体のあり方そのものが、すでに作品の「悲劇的な緊張感」をはらんでいると安藤元雄は解説している。
そして登場人物の心理を表わす、そうした硬質で簡素な文体は、「どのページにも、将棋の駒の塔や道化の動きとすこしも変わらぬといえるような、女の心もしくは男の心の動きがある」、「作者の確実にして冷酷な操作に、象牙のぶつかりあう乾いた音が感じられる」と評論家・アルベール・ティボーデが評したように、透徹した緊密な心理の組み立てで描かれており、その力学的で冷静な心理分析は、コンスタンの『アドルフ』（1816年）に連なる作品とも言われている
しかし『ドルジェル伯の舞踏会』の描写力は、単に従来の伝統的フランス心理小説的手法に見られるような、作者の視点が作中人物の誰かと一致して、その時々に都合よく説明しがちにはなっておらず、ラディゲの「知的な位置」は人物の誰とも一致せずに、常に人物たちの外側にあり、「人物の心の動きとは別に幾何学の軌跡のような線」を美しく描くような手法となっている点に違いがあり、この客観的視点の特色はドストエフスキーのような現代的小説の手法に似ており、ラディゲはそれを最も純粋な形に完成しようと試みていたとアルベール・ティボーデは評している。また、〈もし人間の感情に、理性の知らないような正しさがあったならば、理性の方が感情よりも無分別なものだと言わなければならない〉 というラディゲの持論が作品に反映されていて、そこにヒロイン・マオ・ドルジェルと『クレーヴの奥方』のヒロインとの人間的な違いが表れていると三島は説明している。

## 構成の密度
まず冒頭で、ヒロインであるドルジェル伯爵夫人・マオの家系や生い立ちが数ページにわたり記述され、次に、この小説ではまったくの副人物にすぎないポール・ロバンの性格や心理が丹念に分析され、中心的人物のドルジェル伯爵やフランソワの紹介が矢継ぎ早に行われる。そして次の段階でだしぬけに1920年2月7日という具体的な日付が示されて、そこから登場人物たちが急速に接近してゆく展開となり、一見ささやかなエピソードと思われた布石が、ことごとく後になって生きてくる構成となっている。話が進むにつれて、ポールの性格もマオの家系も、筋立ての上で重要な意味を帯び、その間にも、時代の変化に対応できたり、できなかったりする上流階級の風俗や人物像が、素早い的確なタッチで活写されていく。
前半では、ヒロイン・マオの心理はほとんど描かれず、彼女はフランソワから見つめられているだけの「焦点を結ばない映像」のような存在であるが、徐々にマオの内面が明らかになり、「心のゆらぎ」が次第に増幅を広げ、ついにフランソワの母に手紙を書いて訴えるまでになってゆく。そしてクライマックスとなる仮面舞踏会の準備のための晩餐会では、必死の振舞いをし、終盤において、〈今までの熱意ある女に代った石像のような女〉に新たに化身する大団円は、古典悲劇のヒロインとしての「巨大なスケールを獲得する」に至る構成となっている。
ラディゲの構成意図は、〈純粋な心が無意識にする掛け引きは，ふしだらな心の策略よりもいっそう理解しにくいものである〉と作中で述べられているように、植民地の島生まれのヒロイン・マオを〈純粋な心〉の女性として際立たせることにあると看取されるが、その出生地の設定は、単にマオの性格形成に関わるだけでなく、作品全体を貫く大きなテーマを象徴的なかたちで提示するものでもあり、マオとフランソワが遠い血縁関係にあり、その島（マルチニック島）が2人を結ぶ象徴の「自然」として捉えられ、ドルジェル伯爵やポールに象徴される都会・パリや、仮面的な社交界の「人工」との対比が暗示され、特にクライマックスの晩餐会の場面においては、その二種の対照性が際立つと松田和之は説明している。
マオとフランソワは、〈緑色したもの〉、戸外で語ること、田舎を愛する者であり、伯爵や周りの上流人たち（仮面舞踏会の人々）とは対照的に描かれ、題名の「舞踏会」の意味は、仮面を常習とし〈自己以外の人間になること〉に熱情をそそぐ人々の「人工的な世界」を象徴し、晩餐会での、ナルモフの緑色のチロル帽をめぐる小事件にそれらの対比が表われると生島遼一も説明し、そのクライマックスでは、「自然な感情」を復活させる恋をしている者（フランソワとマオ）は必然的に孤独を感じ、フランソワは〈自己以外のものには絶対になりたくない〉と心の中でつぶやく展開となり、幕切れの場面で、マオの告白により苦境に立たされるドルジェル伯爵が、〈ここは植民地の島なんかじゃないんだ〉と言うくだりで、それまでの対照図式が明瞭となる。

## あらすじ
1920年2月7日の土曜日、ドルジェル伯爵夫人・マオは、夫のアンヌ・ドルジェル伯爵と共に、「メドラノ」曲馬を見に出かけて行き、そこで夫が一度顔を見知っていたフランソワ・ド・セリューズという20歳の青年と出会った。フランソワは友人のポール・ロバンと来ていたが、ドルジェル伯爵はポールを騙す悪戯心で、以前からフランソワと自分たち夫婦が親しい仲だったかのように振舞い、ロバンソンの踊り場へ誘った。フランソワは、ドルジェル伯爵と踊る夫人・マオに惹かれた。ドルジェル伯爵は翌日の昼食にもフランソワを招待した。食後の暖炉での語らいで、マオとフランソワは田舎の話で気が合った。フランソワは実家（シャンピニー）の母・セリューズ夫人を訪ね、親切になったりした。フランソワは自分がマオを愛してしまったことを自覚しはじめた。しかし、ドルジェル伯爵夫妻の前では平静を保ち、伯爵への友情に何の変化もなかった。むしろマオに愛されている伯爵を内心嘆賞し、伯爵も青年に好感を持ち、羨望されることに感謝して、それによってますます妻を愛していた。
やがてフランソワは、実家にドルジェル伯爵夫妻を招いた。飾ってあったジョゼフィーヌ皇后の肖像画から話が及び、フランソワとマオが遠い血縁関係にあることが分かった。伯爵がその発見をおもしろがり、2人が従姉弟同士だと言うと、マオは少し切なくなったが、帰りには「従姉弟」ということに隠れて安心した。パリに戻り伯爵家に寄ったフランソワが帰る時、伯爵は妻とフランソワをけしかけ、従姉弟同士のように抱擁のキスの挨拶をさせた。2人は笑いながらそれをした。マオはそんなことを強いた夫をうらみ、フランソワが笑ったことに内心腹を立てた。なぜなら、マオは自分が笑った意味は知っていたが、フランソワが笑った意味をまだ知らなかったからだった。
ある夜、劇場へ行く途中の自動車の中で、いつものように伯爵夫妻にはさまれて腰かけていたフランソワは、座り具合が悪く席をひろげようとしたとたんに、片腕をマオの腕の下に滑り込ませた。フランソワは我知らず腕が勝手にやったような自分の動作にびっくりしたが、引っ込めることができなかった。マオもまた腕を引っ込めなかった。フランソワはマオの細かな心づかいを察し、甘えてはいけないと思ったが、2人はじっとそのままにしていた。マオの横顔をそっと見たフランソワの目には涙がたまってきた。ヘッドライトが車内を明るくした瞬間に、ドルジェル伯爵は2人が腕を組み合っているのを見てしまった。伯爵は気が顛倒したが、後で妻から、事をややこしくしないためにそのままじっとしていたと告白され、ほっとした。3人の友情はそのまま続いた。
その後、マオが無意識でフランソワを含めて、「私たち以外、誰一人パリにいない」と夫に言った言葉を、自分が含まれているとは露にも思わず誤解し、自尊心が傷ついたフランソワは、一人でバスク地方へ旅行してみることにした。マオはフランソワに恋人がいるのではないかと不安になったが、一人旅だと知ってほっとした。列車の見送りの時、2人は従姉弟のように抱擁し、頬に接吻し合った。フランソワは自分の腕がそのまま開かなければいいと思った。その接吻は前の強いられたものと何と違っていたことか。ドルジェル伯爵はわずかに顔をそむけていた。お互い離れている時の手紙が、マオとフランソワを近しいものにした。夏の旅が終り、2か月ぶりにフランソワとマオは再会した。ドルジェル伯爵がちょうど留守中だった。伯爵がいないと、2人は何を話していいのか分からない空気だった。次第にマオは自分がフランソワを愛していることをはっきりと自覚せざるを得なかった。
マオは苦悩の中に生き、美しい血色を失ってきた。マオの異変にフランソワもドルジェル伯爵も心配をした。追いつめられたマオは、フランソワを愛してしまった苦しみをセリューズ夫人（フランソワの母）に手紙で告白をした。マオはフランソワがもう自分たちと会わないようにしてほしいとセリューズ夫人に頼んだ。セリューズ夫人はマオを訪ね、息子もあなたを愛していると言った。母は息子の恋に気づいていた。マオは驚き、叫び声をあげた。苦悩の苛まれる前に、気ちがいじみた歓喜が一瞬マオの顔を明るくした。マオは自分がフランソワに愛されているとは夢にも思っていなかった。マオはフランソワが今夜の晩餐会に来ないように、あらためてセリューズ夫人にお願いした。セリューズ夫人の中に眠っていた女性が目ざめ、彼女は目に涙をためていた。2人はお互いの頬に流れる涙を感じて抱擁し合った。セリューズ夫人はマオを聖女のような人だと思った。
しかしセリューズ夫人は息子・フランソワの下宿へ行くと、酔いがさめた気持ちになり、マオの手紙を息子に見せてしまった。フランソワは、自分の幸福の信じられないほどの証拠を手の中に握って、何度もそれを読み返した。フランソワは母の制止も聞かずにドルジェル伯爵の晩餐会に向かった。晩餐会にフランソワが来ないでほしいと思いながらも、どこかで来るのを期待していたマオは、フランソワがやって来たのを知ると、もう一夕をたのしみたいと思うのだった。マオは客たちの歓談の中でもフランソワから目が離せなかった。フランソワは若い未亡人のペルシア王女と陽気に話していた。マオは貞操のために自分の恋を諦めたはずなのに、嫉妬の感情を覚えた。マオは、フランソワが幸福な様子なのは、マオの手紙を読んだためだったとは分からなかった。
皆が今度開く仮面舞踏会の準備で盛り上がる中、ドルジェル伯爵がナルモフ公爵の緑色をしたチロル風の帽子をかぶって悪ふざけにロシア・ダンスを踊り、どっと笑いが起こった。それはロシア革命で苦い思い出を持つナルモフ公爵への配慮を欠いた軽佻な振舞いだった。ナルモフ公爵が、オーストリアの友人がくれた帽子を返してくれと言い、場は気まずい雰囲気になった。マオは、フランソワが自身の恋を罪だと意識しなければならない、立派であるべき夫が、フランソワの面前でこんな道化の姿になって小さくなっているのが堪えられなかった。マオは夫の共犯者になり、その帽子を押し潰した。ナルモフは怒りを感じたが、マオが夫をかばって、わざと自分も非難されようとしているのだと解し、「ブラボー」と叫び、座は再び和んだ。しかしマオの行いは実は夫婦愛ではなく、こんな子供じみた夫のために自分の恋を犠牲にするなんて、とフランソワに責められるのを怖れたためだった。
宴会が終り、隣りの客間からペルシア王女の笑い声を聞いたマオは、突然倒れた。フランソワは心配して、明日の朝また来る約束をして、他の客たちと帰って行った。マオは、夫に話があると言い、寝室で待っていた。ドルジェル伯爵は、泊まっていくナルモフ公爵の世話にかこつけて、妻の元へ行くのを遅らせていたが、やがて妻のベッドのそばに腰かけた。マオは自分がフランソワを愛していることを夫に告白した。伯爵は分別くさくして、それを信じようとしなかった。マオは自分がセリューズ夫人に手紙を出したことも言った。伯爵はマオがフランソワを愛しているのが事実だと認めざるをえなくなり、これは苦しいことになるという気持ちが生れた。
伯爵は先ず自分の受けた衝撃を処理しようとした。心の苦悶は後回しにして、自分一人になった時のためにとっておいた。伯爵はおだやかに妻に接し、今後のセリューズ夫人やフランソワへの対応や処理を考えた。マオと伯爵の間には大きな距離があった。マオは夢の中の最後で落下する人のように、枕に横たわり、その墜落で目が醒める人のように起き直った。伯爵は自分の目の前に、今までの熱狂の女の代わりに石像のような女が新しく生れ出たことに気づかなかった。マオは別の世界に座って夫を眺めていた。伯爵は、今度の仮面舞踏会で、フランソワにはぜひダンスのはじめに一緒に出てもらおうと妻に提案し、「あなたが何かいい仮装を選んでおあげよ」とマオの髪に接吻しながら別れ際に言った。戸口に立った伯爵は立派だった。部屋を後ずさりしながら出てゆきつつ鷹揚に頭をふって、自分でも気づかずに催眠術師の常套句を口にした時、彼は持前の偉大な軽佻の大任を果たしていたのではなかったか。「さあ、マオ、眠りなさい！　僕がそれを望んでいる」

## 登場人物
マオ・ドルジェル（ドルジェル伯爵夫人）
名門グリモワール・ド・ラ・ヴェルブリ侯爵家の生れ。18歳の時にアンヌ・ドルジェル伯爵と結婚。どこか荘重な優雅さを持つ声は、深く考えない者には、しゃがれた男みたいな声のように思えるが、その声に血統のよさが表われている。美人。気高くのんびりした人のように見える。愛情深い性格。清純無垢な魂の持ち主。フランスの植民地のマルチニック島生まれ。1902年のプレー山噴火の後に生まれた弟は死産。ジョゼフィーヌ皇后の血筋を引く。グリモワール家は宮廷貴族の出。
フランソワ・ド・セリューズ
20歳。マオより年下。成功などに無頓着な性格。年齢と無為の生活にもかかわらず、しっかりした年長者たちに信用されている。没常識ではあるが、あまり無鉄砲をやらぬ常識がある。口数が少なく聞き上手な性格。踊りが上手ではない。パリのサン・ルイ島にある古い家屋に下宿。故郷は田舎町のシャンピニーのマルヌ。フランソワがまだ幼い頃、海軍士官の父は海で死亡。母性を抑えた母に育てられた。セリューズ家はあまり名門でない貴族。ジョゼフィーヌ皇后の血筋を引く。
アンヌ・ドルジェル伯爵
30歳。マオの夫。立派な家柄。おしゃべりで、おもしろがりの性格。単純な者には女性的だと思われる声だが、その声は家代々ゆずられた、芝居などに残っているような甲高い裏声の持ち主。大戦中も、ドイツ人の精神を褒めたり、おしゃべりで軽佻なところが、伯爵の武勇行為からその利潤を取り去ってしまい、成功を立てたにもかかわらず、勲章が与えられなかった。気持ちのいい人柄だが、専横的で相手を監督、管理する性質。妻とパリに居住。ドルジェル家は封建貴族。フランス革命の時にドイツとオーストリアに亡命していた一族だったので、大戦後ドイツ軍が来た時に、父の老伯爵は丁重に扱われた。その父親は最近亡くなった。
ポール・ロバン
若い外交官。フランソワ・ド・セリューズの友人。名門家で開かれる宴会に招かれるのを成功のチャンスと考えている。単純な性格で、自分を標準に他人を判断するのが癖。町家の女性の恋人がいたが、エステル・ウェインの愛人となり、エステルの執着のために恋人と仲たがいしてしまう。
セリューズ夫人
37歳。フランソワ・ド・セリューズの母親。息子を産んで間もなく、20歳で未亡人となった。息子に女性的な教育を与えすぎることを怖れて、自然の母性を抑えて息子を育てた。非社交的。フランス美人の多い時代だった16世紀の女性に似ている。輪郭が強々しく愛嬌がないと人に思わせる顔立ち。年よりも若く見える。息子を通じて、マオと幼馴染のようになる。
オルタンス（オーステルリッツ公爵夫人）
颯爽としていて、町のあんちゃんたちとも、常日頃から付き合っているかのように楽々と口がきける性格。市民から「オルタンス」と親しまれている。豊満な肉づき。ちぢれ髪。革命は民衆の側から起こるものではないと考えている。
エステル・ウェイン（ミセス・ウェイン）
アメリカ人女性。社交界で美人と評判だが、ちょっと目の利く者なら、美貌に自信のある女のように行動していないことが明瞭な女。気の利かない冗談口を言い、垢抜けない気取った話しぶり。洗練された話し方をしているつもりになっている。フランソワ・ド・セリューズに気があったが相手にされず、ポール・ロバンを愛人にする。
ジェラール
戦争中にパリ人の娯楽場を経営し、秘密のダンス・ホールを開いていた。元賭博場の監督。ロビンソンの豪奢な別荘を借りてダンス・ホールを経営。
ミルザ
ペルシア人の貴公子。ペルシア国王の従兄弟。後宮も持たず、ただ一人の妻も死去。自動車を蒐集している。政治狂。享楽の追求者。フランソワ・ド・セリューズにたいそうの友情を示している。宴会を賑やかにする才能をみとめられ、マスコット扱いされている。ペルシア王女の姪がいる。田舎好き。
ペルシア王女
ミルザの姪。15歳で未亡人になった。欧風の教育ですっかり東洋風の習慣を忘れている。田舎好き。叔父のミルザに可愛がられている。
フォルバック夫人
75歳。盲目の老女。フランソワ・ド・セリューズが下宿している家の夫人。セリューズ家と昔なじみ。1850年にプロシアの田舎紳士フォン・フォルバックと5歳で結婚。15年後に息子・ナルモフを出産。戦死した夫はアルコール中毒患者で狂人じみ、ダンテの版本の中にある句読点の数を調べるような「句読点蒐集家」で、郵便切手の蒐集家だった。
アドルフ
55歳。フォルバック夫人の息子。脳水腫病患者。1914年まで、母子で蒐集した切手を「支那児童救済」事業本部へ送っていた。
ドルジェル嬢
アンヌ・ドルジェル伯爵の姉。ドルジェル家の長女。容色に恵まれていない。伯爵と対照的に、老人や退屈な人たちを折々訪問したりしている。素描よりも戯画の方がピンとくるという人たちは、伯爵よりも姉の方が品がいいと見ている。弟と義妹に対する怨恨でしかない淑やかさ。弟から軽んじられている。
ナルモフ公爵
元ロシア逃亡貴族。ニコラス皇帝の側近者の一人だった人物。現在は貧乏になっている。不幸により人柄が変り、自尊心がなくなっている。ロシア革命で殺されずに生かされたが、生きる意義を失ってしまっている。だが自分を殺そうとした過激派を呪詛はしていない。ひとかどの人物。
マリ
マオが幼少の時からずっと付き添っている黒人女中。
その他の人々
フランソワがシャンピニー行きの列車で乗り合わせた一家。ウィーンの女性（ドルジェル伯爵を誘惑していた浮気相手の美人）。

## 作品評価・解釈
ラディゲの遺作である『ドルジェル伯の舞踏会』は、フランス心理小説の傑作とされ、日本の作家や評論家からも多くの讃辞がなされている。
舟橋聖一は、『ドルジェル伯の舞踏会』の読後感を、「こいつは当分、他の小説は、読むに耐へぬぞ 」と思い、それほど素晴らしい傑作だったと評している。そして、これほど心を動かされた小説は、谷崎潤一郎の『蓼喰ふ虫』が浮かぶが、それ以上に『ドルジェル伯の舞踏会』は戦慄したとし、20歳の青年ラディゲが、〈この小説の中では、心理がロマネスクなんだ〉と明瞭な意識の元で執筆したことに尋常でないものを感じさせると述べて、それが「怪奇」でないためには、コクトオの言うように、〈日附のない本の年齢のない作者〉だと思うことで辛うじて許されるばかりだと讃辞している。
堀辰雄は、『ドルジェル伯の舞踏会』が我々に感動を起こさせるのは、そこに描かれている「ごく普通な感情の特異さ」によってであり、そこにいわゆる「古典主義」なるものを発見したい者はそうするがいいとし、第一次世界大戦後当時の作家たちは、「心理の新しい発見」のみを心がけ、「異常さ」に導かれ「誇張とデカダンス」の作品ばかりを積み重ねているが、ラディゲは「平凡さ」を持していると論じながら、ラディゲの「平凡であろうとする努力」ほど、ラディゲの作品を貴重にしたものはないとし、「ラディゲの持っている平凡」というこの一点を中心にして、「僕は大きな感動をもつて一つの円周を描かう」と強い感銘を受けている。
三島由紀夫は、プルーストもラディゲも別な形で、「小説といふ文学形式の終末を予言したやうな究極の小説」を書いたとし、プルーストでは「時間の純粋持続が小説の現実再現の能力の極限に君臨」するために、作者・プルーストが「完全な受動的状態」に置かれ、「永きにわたる“私”の文学的懐疑のおわるところ」で同時に小説も終結するのに対して、ラディゲの場合は、「〈時〉は捨象され、作者（ラディゲ）は完全に身を隠し、作品は古典劇のやうに、純粋な空間に展開される情念の機敏な運動の図式」になり、マオとフランソワの生き方は、「光輝ある典型」になっていると解説している。
また三島は、そこでは「人間の心が血を流す場面」が飽きもせずにくり返され、終盤の数節において、「流血の惨事」が看取されるとし、「古い酸鼻な叙事詩が忠節といふ倫理的主題に貫かれてその血の匂ひを清らかなものにしてゐるやうに」、『ドルジェル伯の舞踏会』にもその意味で「貞節」という主題を用いていると考察しつつ、血は自然の凝結作用があるため流れきらないが、折に触れては流れ、人間が死に至るまで絶えることのないということに、「愛が一生人を責め苛む秘密」があると喩えて、悲劇の、より一層大きい要素も、この「凝結作用」にあり、小説の結末近くのドルジェル伯爵の心理描写で、それが暗示されていると解説している。
さらにマオが終盤において〈別の世界に坐って〉変化した女になる展開については、それまでの「人間心理のミニアチュールの画面」が突然と破られて、その奥に広がる「壮麗な自然の風光」が現われ、「王朝風のゆたかな雅趣」が、「古代のかがやきなかへ放り出される」と三島は説明しつつ、ラディゲが取り入れた『クレーヴの奥方』の「古典的節度」も、『危険な関係』の「肉感的な抽象性」も、マオとフランソワがロバンソンの踊り場で飲み合う「媚薬」に象徴される『トリスタン・イズウ譚』の主題も、その瞬間に、「一つの異常な啓示の同じ光のもとに照らし出され、それが一せいに目をみひらき、きらめく瞳で目まぜをする」とし、それまで「重い端麗な均整の中にとぢこめられた希臘的苦悩が垣間見られるのはこの時だ」と解説している。

## ラディゲの夭折

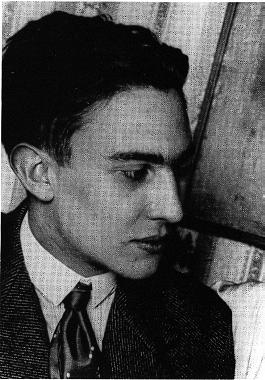
レイモン・ラディゲ

『ドルジェル伯の舞踏会』という傑作を残して1923年12月12日に死去したレイモン・ラディゲは、その臨終を文学の先輩であるジャン・コクトーやマックス・ジャコブに看取られた。コクトーは、その死の様子を『ドルジェル伯の舞踏会』の「序」に記している。
ラディゲはその死の3日前の12月9日に、〈ねえ、たいへんなことになってしまったんだ。あと3日すると、ぼくは神の兵士に銃殺されるんだって〉、〈色が行ったり来たりしている。その色のなかに隠れている人たちがいる〉とコクトーに告げてから意識不明となった。コクトーはラディゲの早すぎる死に深い衝撃を受け、その後およそ10年にわたって阿片に溺れ続けることになるが、ラディゲがほとんど破いて捨ててしまったために、たった一枚しか残っていなかった創作ノオトを発見して、「序」に付している。
日本で最初に『ドルジェル伯の舞踏会』を翻訳した堀口大學は、ラディゲが20歳でこの世を去った年少者であることから、「人間の智能の不思議さと尊さ」を新たに感じたとし、人生の経験ということについても私達は再吟味する必要があるように思うと述べ、ラディゲが17歳の時に書いた処女作『肉体の悪魔』を発表した当時、批評家たちが、この少年が長い人生経験なしには書けないような小説を成就し、その「人生に対する深い認識」に驚嘆したことに触れながら、その世評にラディゲが答えた言葉を次のように紹介している。

## 日本文学への影響
ラディゲの『ドルジェル伯の舞踏会』の文体や心理描写は、昭和の日本文学者に様々な影響を及ぼし、1924年（大正13年）のフランス語の原作発表後、1930年（昭和5年）の小林秀雄の作品紹介や、1931年（昭和6年）の堀口大學による翻訳発表の流れの中で、堀辰雄、横光利一、三島由紀夫、大岡昇平などの諸作品に影響を与え、その結果はそれぞれの具体的な諸作品となって現れた。
特に、堀口大學の翻訳が日本で発表されると、『ドルジェル伯の舞踏会』が醸し出す、様々な性格の様々な立場の人物がお互いに影響を及ぼし合い、理解し合ったり誤解し合ったりする「局地戦闘の模式図のような」小説が、「原作の香気をそのまま」にもたらす手法によって翻訳されたことで、フランスでは長い心理小説の伝統に連なる古典的作品とされた『ドルジェル伯の舞踏会』が、昭和の日本文学の上では、先駆的な役割を果たした。堀口大學の翻訳文に魅せられた一人である三島由紀夫は15歳で初読し、何度もくり返し読んだ「少年時代の私の聖書であつた」と述懐している。
ちなみに、最もラディゲに強く影響を受けていたとされる堀辰雄は、フランス語の原文でラディゲを読んでいたため、堀口大學の訳文が出る以前から、ラディゲに影響された作品を創作し、横光利一は小林秀雄や堀辰雄のラディゲ紹介の影響で、その心理手法を取り入れたとされている。
具体的な作品への影響をまとめると以下のようなものが挙げられる。
- 横光利一の『機械』における心理描写を中心にして外形の描写はその心理的なリアリズムに触れて来るものだけを取り入れた方法[20]。
- 堀辰雄の『聖家族』における論理的、理知的に言葉を捜して表現された描写方法や[21]、細部の叙景の類似点[13]。
- 三島由紀夫の『盗賊』における上流階級を舞台にした心理小説、人工的で精緻微妙な文体と『ドルジェル伯の舞踏会』独特の乾燥したエレガンスな文体模倣や[7][22]、大団円への効果へと収斂してゆく手法やアフォリズム [13]。『美徳のよろめき』におけるヒロイン・節子と『ドルジェル伯の舞踏会』のマオの優雅さの共通点[23]。
- 大岡昇平の『武蔵野夫人』における登場人物たちの心理の読み違えや連鎖反応。これは『ドルジェル伯の舞踏会』における登場人物たちの心理を、将棋の駒のように動き、象牙のかち合う乾燥した音がすると評したアルベール・ティボーデの言葉から大岡昇平が創作意欲をそそられたことによる[24]。また『武蔵野夫人』のエピグラフでは、『ドルジェル伯の舞踏会』の冒頭文である、〈ドルジェル伯爵夫人のような心の動きは時代おくれであろうか〉が付されている。

## 映画化
- 『Le Bal du comte d'Orgel』（フランス映画） 100分
  - 1970年7月1日公開
  - 監督・脚本：Marc Allégret
  - 出演：ジャン＝クロード・ブリアリ（ドルジェル伯爵）、Sylvie Fennec（ドルジェル伯爵夫人・マオ）、Bruno Garcin（フランソワ・ド・セリューズ）、ミシュリーヌ・プレール（フランソワの母・セリューズ夫人）、Gérard Lartigau（ポール・ロバン）、Sacha Pitoëff（ナルモフ公爵）
  - ※ コメディドラマ。カンヌ国際映画祭出品作

## 主な日本語訳書誌
- 『ドルヂェル伯の舞踏会』（堀口大學訳、白水社、1931年1月。新版1938年、1952年）
収録内容：「序」（ジャン・コクトー）、「ドルヂェル伯の舞踏会」
解説：堀口大學「二つのノオト」「翻訳者のよろこび」。舟橋聖一「跋 ドルヂェル伯の舞踏会」
装幀：東郷青児。挿画：ピカソ（ラディゲの肖像デッサン）
  - 文庫版『ドルヂェル伯の舞踏会』（角川文庫、1952年10月。改版「ドルジェル伯の舞踏会」1969年）
  - 新装文庫版『ドルジェル伯の舞踏会』（講談社文芸文庫「現代日本の翻訳」、1996年8月）

装幀：菊地信義。作品論：堀口大學「二つのノオト」。安藤元雄「悲劇の分析」。柳沢通博編「年譜―堀口大學」、「著書目録―堀口大學」。
- 生島遼一訳・解説『ドルジェル伯の舞踏会』（人文書院、1951年10月）
  - 文庫版『ドルジェル伯の舞踏会』（新潮文庫、1953年8月。改版1970年。新装改版2007年）
- 江口清訳『ドルジェル伯の舞踏会』（三笠文庫、1952年11月）
  - 再刊版『ドルジェル伯の舞踏会』（河出文庫、1955年12月）
  - 『レーモン・ラディゲ全集』（全1巻、東京創元社、1976年12月）

※江口訳は、全集版の他、旺文社文庫、『世界文学全集』などで刊行。
- 鈴木力衛訳・解説『ドルジェル伯の舞踏会』（岩波文庫、1957年12月）
- 渋谷豊訳 『ドルジェル伯の舞踏会』（光文社古典新訳文庫、2019年4月）